# Claude Goubet

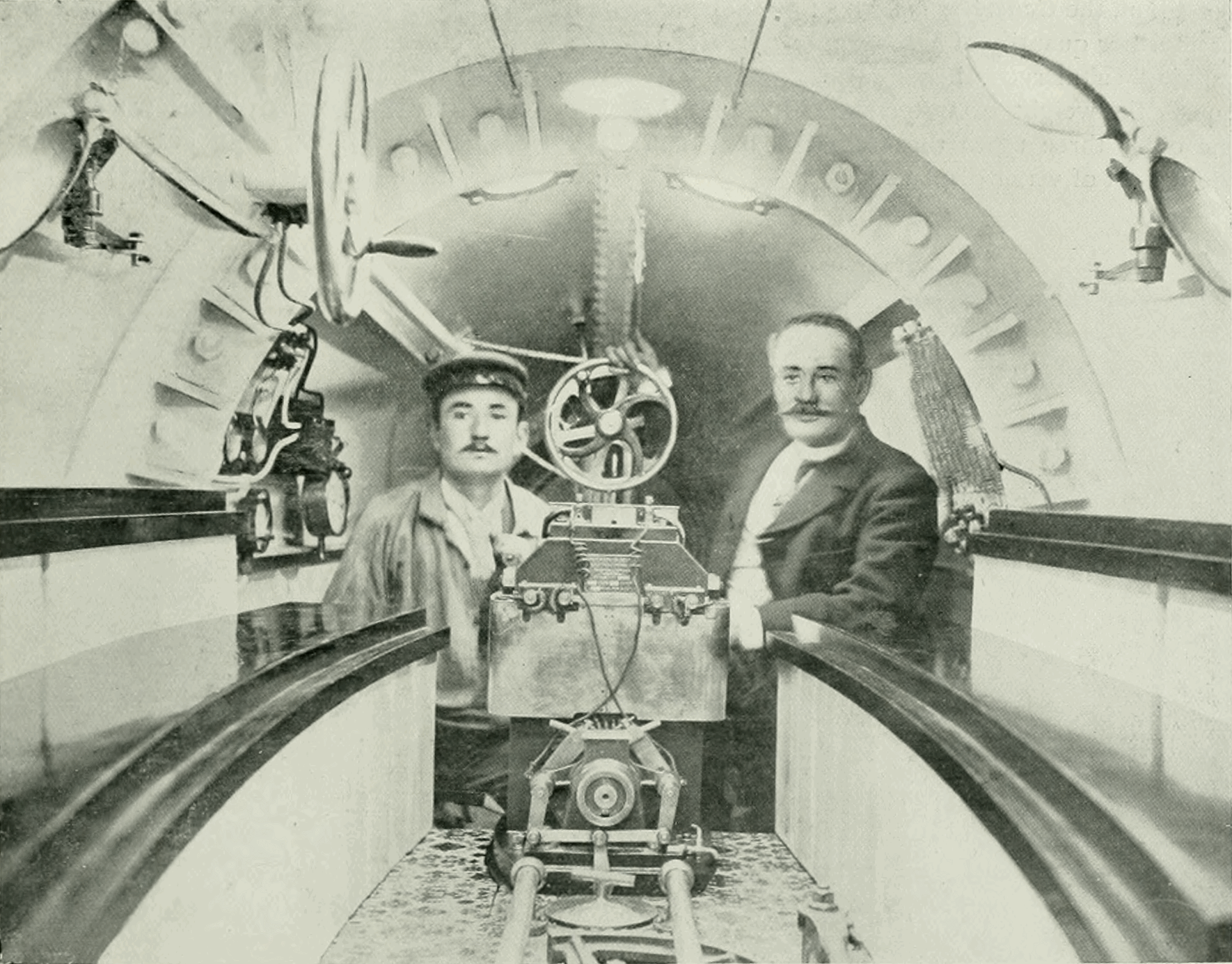
Claude Goubet dentro de um submarino Goubet

Claude Desiré Goubet (Lyon, 1838 - Paris, 1903) foi um inventor e projetista francês, notório por ser um dos percussores dos atuais submarinos. Goubet foi responsável por projetar os submarinos Goubet I e Goubet II. Ao longo dos anos finais do século XIX, projetou alguns outros submarinos de pequenas dimensões, com alguns sendo testados pela marinha francesa, porém não aceitos. Apesar de seus submarinos demonstrarem pouca eficiência, foi suficiente para o colocar entre os mais respeitados inventores desse meio naval.